# Sirkejaure
Sirkejaure är en sjö i Storumans kommun i Lappland och ingår i Vapstälven-Ranas kustområde. Sjön har en area på 0,254 kvadratkilometer och ligger 760,1 meter över havet.

## Delavrinningsområde
Sirkejaure ingår i det delavrinningsområde (728358-144942) som SMHI kallar för Mynnar i Krutåga. Medelhöjden är 905 meter över havet och ytan är 13,16 kvadratkilometer. Det finns inga avrinningsområden uppströms utan avrinningsområdet är högsta punkten. Vattendraget som avvattnar avrinningsområdet har biflödesordning 2, vilket innebär att vattnet flödar genom totalt 2 vattendrag innan det når havet efter 17 kilometer. Avrinningsområdet består mestadels av kalfjäll (98 procent). Avrinningsområdet har 0,31 kvadratkilometer vattenytor vilket ger det en sjöprocent på 2,3 procent.